# Casa al carrer de França, 22 (Sant Antoni de Vilamajor)
La Casa al carrer França, 22 és una obra modernista de Sant Antoni de Vilamajor, al Vallès Oriental declarada com a Bé Cultural d'Interès Local.

## Descripció
Edificació entre mitgeres amb una alçada de planta baixa i dues plantes pis amb una façana on s'hi concentren molts dels trets característics del modernisme i, especialment els materials típics emprats per Manuel Raspall (maó vist, pedra carejada, ceràmica, ferro forjat…), recursos formals (l'arcada de la planta baixa, el balcó de la primera planta, les finestres de la segona…). A l'interior es mantenen alguns dels espais i elements decoratius originals.